# Дієсловиця
Дієсловиця (біл. Дзеясловіца; Dziejasłovica) — варіант правопису білоруської мови, який є середнім варіантом між наркомівкою і тарашкевицею. Здійснює передачу особливостей білоруської вимови на основі норм наркомівки.
Свою назву він отримав від назви журналу «Дзеяслоў», який видавався з вересня 2002 р. до кінця 2009 р., коли журнал перейшов на наркомівку. Правопис вважався компромісом, але не підтримувався іншими публікаціями, залишаючись практично непоміченим ні прихильниками тарашкевиці, ні прихильниками наркомівки.
Цей варіант білоруської ортографії (з деякими особливостями), який базується на пропозиціях Правописної комісії ТБМ імені Ф. Скорини, також давно використовується у бюлетені з прав людини «Право на свободу», виданому Правозахисним органом Центр "Вясна" Алеся Бяляцького, так само в греко-католицькій газеті "Церква".

## Суть правопису
Дієсловиця реалізує на письмі фонетичний принцип білоруської мови на основі норм наркомівки від чого вона відрізняється переважно на ортографічному рівні — один і той же текст в обох варіантах вимовляється однаково. Виняток становлять закінчення іменників другої відміни в родовому відмінку, а також повні голосні у формах першої відміни родового відмінку множини, такі як «задачаў», «паэмаў», «пазіцыяў», які були запозичені з принципів класичного правопису.
Крім того, асимілятивна м’якість свистячих дієсловиця передає непослідовно: м’якість зберігається всередині слова, але не передається в прийменниках.

### Порівняння правописів
| Тарашкевиця              | Дієсловиця              | Наркомівка              |
| сьвет, бязьлітасна       | сьвет, бязьлітасна      | свет, бязлітасна        |
| жыцьцё, мысьленьне       | жыцьцё, мысьленьне      | жыццё, мысленне         |
| бязь іх, ня толькі       | бяз іх, ня толькі       | без іх, не толькі       |
| сымбаль, пазыцыя, сыгнал | сімвал, пазіцыя, сігнал | сімвал, пазіцыя, сігнал |
| філязофія, міт           | філасофія, міф          | філасофія, міф          |
| Эўропа, Шатляндыя        | Еўропа, Шатландыя       | Еўропа, Шатландыя       |

## Причини появлення
Через те, що офіційне написання білоруської мови не передає правильної вимови білоруських слів, а особливості білоруського класичного правопису при перекладі іноземних слів для багатьох зросійщенних білорусів є незвичними, існує «сярэдні варыянт» правопису.
Поет і літературознавець Анатоль Іващанка, який є прихильником «середнього варіанту» правопису, стверджував, що:
|  | не м'які знаки та перенесення першого складу перед наголосом створюють "психологічний бар'єр" для тих, чиє вивчення білоруської мови обмежується школою, але перш за все словотворення запозиченої лексики (латинізми з м'яким [l], свист у позиціях перед [i], розмежування звуків [f] та [t], передача власних імен тощо). Тут і серед прихильників тарашкевиці є різні погляди ... Під час розмов багато людей, які використовували тарашкевицю, підтвердили, що запозичення є для них дратівливим фактором. Деякі перейшли на дієсловицю, не знаючи про її існування. |